# 厄辛 (內華達州)
厄辛（英語：Ursine）是位於美國內華達州林肯縣的普查規定居民點。

## 歷史
厄辛的郵局於1895年設立，其後於1959年停運。

## 人口
根據2020年美國人口普查的數據，厄辛的面積為11.24平方千米，皆為陸地。當地共有人口62人，而人口密度為每平方千米5.52人。